# Syndicat interdépartemental pour l'assainissement de l'agglomération parisienne
Syndicat interdépartemental pour l'assainissement de l'agglomération parisienne (zkráceně SIAAP) je sdružení pro odpadní vody v pařížské aglomeraci.

## Činnost
SIAAP vyčistí více než 2,5 miliónu m3 odpadních vod denně v pěti čistírnách odpadních vod. Odpadní voda pochází od asi 8,5 milionu lidí, kteří žijí a pracují v povodí o rozloze 2000 km2. Vyčištěná odpadní voda je odváděna do Seiny.
SIAAP založily v roce 1970 departementy Paříž, Hauts-de-Seine, Seine-Saint-Denis a Val-de-Marne. V následujících letech se připojilo 180 dalších obcí z departementů Val-d'Oise, Essonne, Yvelines a Seine-et-Marne.
SIAAP vede prezident a generální ředitel. Politickou kontrolu vykonává správní rada, kterou tvoří zástupci přidružených místních orgánů. Celkem SIAAP zaměstnává kolem 1700 lidí.
SIAAP je s ročním obratem téměř jedné miliardy eur největším francouzským provozovatelem v oblasti životního prostředí. Investice se týkají především modernizace a rozšíření čistíren odpadních vod, údržby dopravních systémů a výstavby nádrží pro zachycení dešťové vody. V důsledku přísnějších norem EU pro odpadní vody se v posledních deseti letech výrazně zvýšily náklady na jejich čištění. Financování je zajišťováno především poplatky za vodu a jen v malé míře veřejnými dotacemi.